# Trichoblatta tolypeutes
Trichoblatta tolypeutes är en kackerlacksart som först beskrevs av Rehn, J. A. G. 1937.  Trichoblatta tolypeutes ingår i släktet Trichoblatta och familjen jättekackerlackor. Inga underarter finns listade i Catalogue of Life.